# Audio Secrecy
Audio Secrecy é o terceiro álbum de estúdio americano de rock da banda Stone Sour. Foi gravado e produzido pela banda e por Nick Raskulinecz em Blackbird Studios em Nashville, Tennessee. Em 10 de junho, a banda lançou um download gratuito de "Mission Statement", que mais tarde foi lançado como single no iTunes. O primeiro single oficial, "Say You'll Haunt Me", no entanto, foi lançado em 6 de julho de 2010. Audio Secrecy é também o primeiro álbum de estúdio de Stone Sour, que não dispõem de uma palavra falada pista, com "Omega" e " The Frozen "lançada anteriormente pela Stone Sour e Come What (ever) May, respectivamente, com "The Frozen", sendo uma faixa bônus. É também o único álbum do Stone Sour para não caracterizar o "Parental Advisory" logo.

## Singles
Em 10 de junho de 2010 a banda lançou a canção "Mission Statement" para download grátis, e posteriormente como single no iTunes. O primeiro single oficial foi "Say You'll Haunt Me", contudo, foi lançado em 6 de julho de 2010. Segundo o site oficial da banda, o lançamento oficial do álbum ocorreria em 7 de setembro de 2010, porém dentro de diferentes datas ao redor do mundo. Em 3 de setembro foi lançado na Alemanha e em 6 de setembro na Inglaterra.
| Críticas profissionais                                                      | Críticas profissionais |
| Avaliações da crítica                                                       | Avaliações da crítica  |
| Fonte                                                                       | Avaliação              |
| --------------------------------------------------------------------------- | ---------------------- |
| About.com                                                                   | [ 4 ]                  |
| allmusic                                                                    | [ 5 ]                  |
| Associated Press                                                            | (Positivo)             |
| DEAD PRESS!                                                                 | [ 7 ]                  |
| Evigshed                                                                    | [ 8 ]                  |
| 411mania.com                                                                | [ 9 ]                  |
| Ultimate Guitar                                                             | (9.2/10)               |
| Rock Sound                                                                  | [ 11 ]                 |
| Esta tabela precisa de ser acompanhada por texto em prosa. Consulte o guia. |                        |

## Faixas
| N.º | Título                   | Duração    |  |
| 1.  | "Audio Secrecy"          | 1:43       |  |
| 2.  | "Mission Statement"      | 3:50       |  |
| 3.  | "Digital (Did You Tell)" | 4:00       |  |
| 4.  | "Say You'll Haunt Me"    | 4:24       |  |
| 5.  | "Dying"                  | 3:01       |  |
| 6.  | "Let's Be Honest"        | 3:44       |  |
| 7.  | "Unfinished"             | 3:10       |  |
| 8.  | "Hesitate"               | 4:16       |  |
| 9.  | "Nylon 6/6"              | 3:40       |  |
| 10. | "Miracles"               | 4:07       |  |
| 11. | "Pieces"                 | 4:30       |  |
| 12. | "The Bitter End"         | 3:33       |  |
| 13. | "Imperfect"              | 4:22       |  |
| 14. | "Threadbare"             | 5:44 Bônus |  |
| 15. | "Hate Not Gone"          | 03:49      |  |
| 16. | "Anna"                   | 03:29      |  |
| 17. | "Home Again"             | 03:54      |  |
| 18. | "Saturday Mourning"      | 03:15      |  |

## Créditos
- Corey Taylor - Vocal e Violão
- James Root - Guitarra, Violão e vocal de apoio
- Josh Rand - Guitarra
- Shawn Economaki - Baixo
- Roy Mayorga - Bateria